# Centre médical de Zemun
Le centre médical de Zemun (en serbe cyrillique : Дом здравља Земун ; en serbe latin : Dom zdravlja Zemun) est situé à Belgrade, la capitale de la Serbie, dans la municipalité de Zemun. Il est des 16 centres médicaux que compte le territoire de la Ville de Belgrade.
En plus de son activité propre, le centre coordonne 13 centres médicaux de terrain.

## Présentation
Le Centre médical de Zemun est conçu pour procurer les soins courants aux habitants de Zemun. Sa zone d'activité s'étend aussi sur la municipalité voisine de Surčin, soit un secteur de 442 km2 comptant 203 507 habitants.
Le 31 décembre 2010, le Centre employait à titre permanent 684 personnes, dont 123 dentistes et 5 pharmaciens ; le personnel non médical s'élevait en tout à 94 personnes.

## Services
Le centre est constitué de plusieurs services et départements : pédiatrie, médecine scolaire, gynécologie, soins de santé pour les adultes, médecine du travail, soins à domicile, odontologie, radiologie, biologie médicale, pharmacologie, médecine interne, ophtalmologie, oto-rhino-laryngologie, médecine physique et de réadaptation ou encore médecine sociale et psychiatrie.